# Зонная диаграмма
Зо́нная диагра́мма (англ. band diagram) — графическое представление координатной зависимости положений краёв энергетических зон в системах с полупроводниковыми или диэлектрическими материалами. По оси абсцисс откладывается декартова координата {\displaystyle x}, по оси ординат — энергии потолка валентной зоны {\displaystyle E_{v}} и дна зоны проводимости {\displaystyle E_{c}}. Возможно построение «в числах» или, для демонстрационно-учебных целей, без соблюдения масштаба. Дополнительно нередко наносятся энергия Ферми {\displaystyle E_{F}}, профили уровня вакуума и других значимых энергетических величин, а также вспомогательные изображения электронов, дырок, примесных атомов, дефектов или схем каких-либо процессов.
Зонные диаграммы используются как иллюстрации при рассуждениях о характере распределения приложенного напряжения в полупроводниковой системе, а также о типах переноса электрического заряда (диффузия, дрейф, туннельный эффект, фотовозбуждение и пр.).

## Общие правила построения
Правила построения зонных диаграмм рассматриваются в учебных пособиях по физике полупроводниковых приборов и твердотельной электронике.

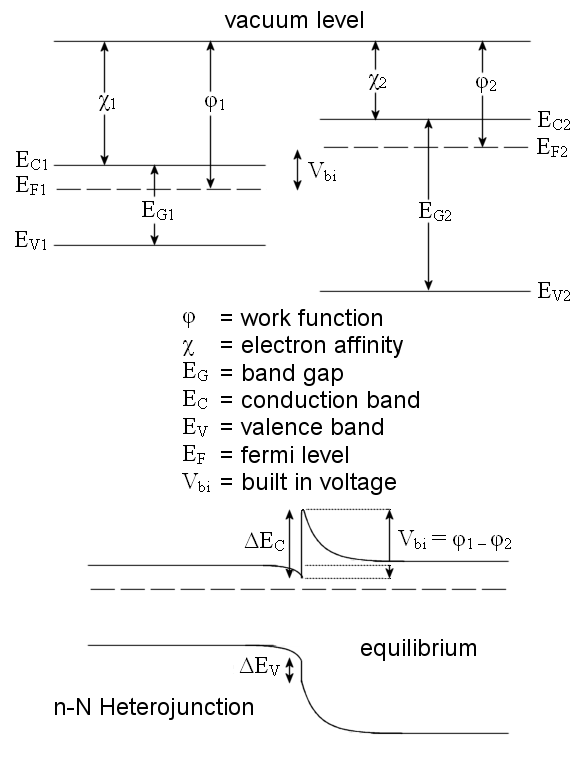
Зонная диаграмма полупроводниковой гетероструктуры (контакта двух разных полупроводников) без внешнего напряжения.

Зонная диаграмма однородного полупроводника представляет собой две параллельные линии, соответствующие {\displaystyle E_{c}} и {\displaystyle E_{v}} (см. в верхней части рисунка, для двух материалов). Энергетическое расстояние между линиями равно ширине запрещённой зоны {\displaystyle E_{g}}. Состояния выше {\displaystyle E_{c}} и ниже {\displaystyle E_{v}} являются разрешёнными. Также показаны сродство к электрону {\displaystyle \chi } (разность энергий {\displaystyle E_{c}} и уровня вакуума {\displaystyle E_{vac}}) и работа выхода {\displaystyle \varphi } (разность {\displaystyle E_{vac}}-{\displaystyle E_{F}}), которая для заданного материала диктуется концентрацией легирующей примеси.
Если к слою материала с высоким удельным сопротивлением, например диэлектрика, приложено напряжение, то диаграмма наклоняется. Однако если сопротивление невелико, то основная часть напряжения будет падать на контактах или же, в системах с комбинациями материалов — на границах. Наклон {\displaystyle dE_{c}/qdx} ({\displaystyle q} — заряд электрона) равен величине электрического поля.
На стыке материалов должны выполняться такие правила:
- {\displaystyle E_{g}} и {\displaystyle \chi } в материале неизменны вплоть до стыка;
- разница в {\displaystyle E_{F}} слева и справа равна внешнему напряжению;
- уровень вакуума не претерпевает скачка на стыке.

Для обеспечения этих условий требуется изгиб зон слева и справа от стыка, а также разрыв краёв зон: {\displaystyle \Delta E_{\rm {c}}=\chi _{1}-\chi _{2}\,}, {\displaystyle \Delta E_{\rm {v}}=-(\chi _{\rm {1}}+E_{\rm {g1}})+(\chi _{\rm {2}}+E_{\rm {g2}})\,} (см. нижнюю часть рисунка). Если слева и справа одинаковое вещество с разными концентрациями примеси, то разрывов не будет. Отступ по энергии от {\displaystyle E_{F}} до краёв зон около стыка отличается от этого же отступа в толще. Направление изгиба определяется величинами напряжения и сродства к электрону, а точно профиль изгиба рассчитывается путём решения уравнения Пуассона (обычно он близок к параболическому).

## Примеры с комментариями

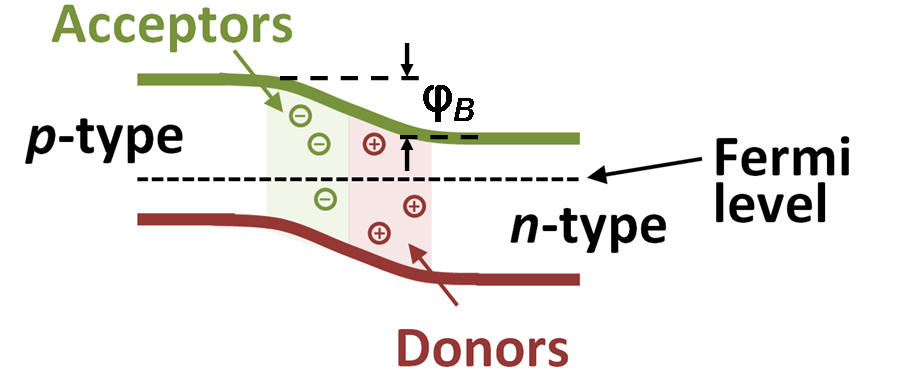
Зонная диаграмма p-n-перехода в равновесии.

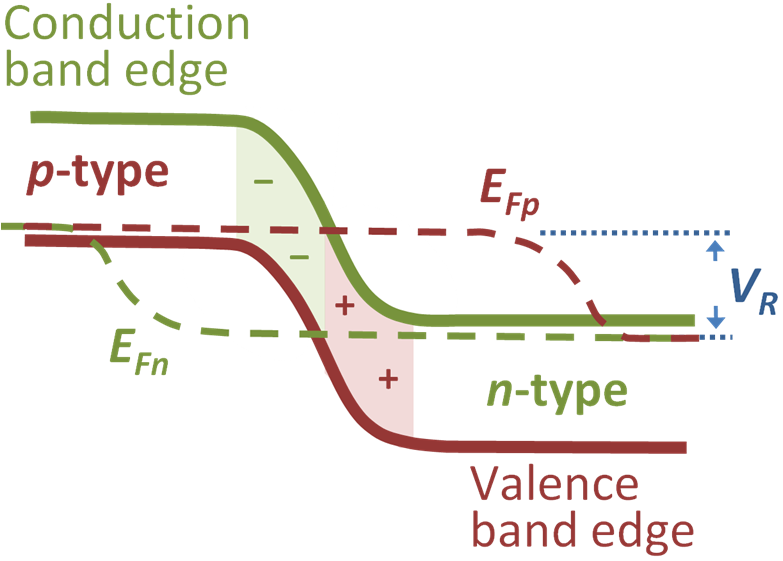
Зонная диаграмма p-n-перехода.

Зонная диаграмма барьера Шоттки.

Зонная диаграмма полупроводникового гетероперехода.

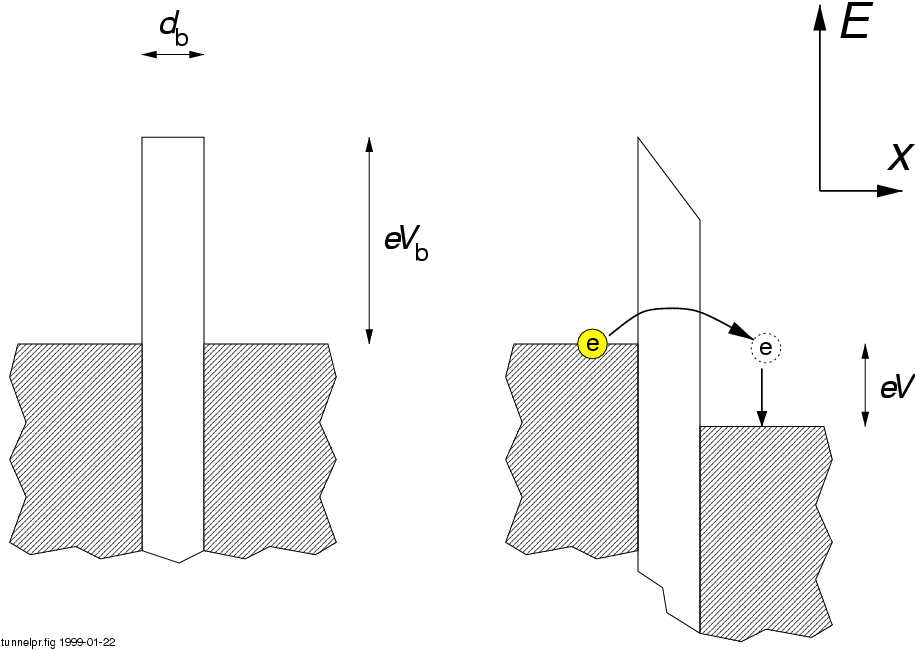
Зонные диаграммы системы МДМ.

Ниже представлены некоторые примеры реальных систем: p-n-перехода (стыка двух областей одного материала с разными типами легирования), контакта металл—полупроводник (барьера Шоттки), полупроводникового гетероперехода (аналогичного тому, который представлен в предыдущем разделе) и системы МДМ (металл—диэлектрик—металл).
Если напряжение не приложено, во всей системе наличествует единый уровень Ферми {\displaystyle E_{F}}. Если оно приложено, то возникают раздельные квазиуровни Ферми для электронов и дырок, сливающиеся за пределами области стыка. Точные координатные зависимости квазиуровней могут быть рассчитаны.
В случае p-n-перехода, помимо {\displaystyle E_{c}}, {\displaystyle E_{v}}, цветом отмечена область изгиба зон, называемая обеднённой. Параметр {\displaystyle \varphi _{B}} — это встроенный потенциал, возникающий без приложения внешнего напряжения. Также схематично изображены заряженные (принявшие электрон) акцепторы и заряженные (потерявшие электрон) доноры в области обеднения. На диаграмме при ненулевом напряжении {\displaystyle V_{R}} ещё представлены профили квазиуровней Ферми {\displaystyle E_{Fn}}, {\displaystyle E_{Fp}}.
В случае контакта Шоттки обозначение {\displaystyle \Phi _{B}} несёт иной смысл: это высота барьера, образовавшегося из-за требования отсутствия скачка уровня вакуума. Степень легирования полупроводника не влияет на {\displaystyle \Phi _{B}}, но влияет на величину и крутизну изгиба зон в полупроводнике. Интенсивностью серого цвета помечено заполнение электронами состояний с соответствующими энергиями: ниже {\displaystyle E_{F}} заполнение близко к стопроцентному, а выше уровня Ферми оно сходит на ноль. Для металла края зон не показаны (запрещённой зоны в металле нет и разрешены состояния с любой энергией).
Заполнение состояний электронами также помечено для гетероперехода. Значимой деталью для этой диаграммы является то, что соотношение наклонов {\displaystyle E_{c}(x)} в месте стыка должно соответствовать обратному отношению диэлектрических проницаемостей сред ввиду граничных условий, вытекающих из уравнений Максвелла.
Диаграммы системы МДМ (работа выхода металла одинакова слева и справа) иллюстрируют ситуацию, когда при приложении напряжения возникает наклон зоны проводимости (валентная зона здесь не показана, она находится ниже рисунка и наклоняется параллельно {\displaystyle E_{c}(x)}). Дополнительно стрелкой отмечено направление туннелирования и затем релаксации электронов (подобная вспомогательная информация часто наносится на такие диаграммы). Горизонтальные линии, завершающие штриховку сверху, — это уровни Ферми слева и справа от диэлектрического барьера.
Выше, на рисунке для p-n-перехода при {\displaystyle V_{R}\neq 0} подразумевалось, что сопротивление среды не слишком велико. В противном случае далеко слева и справа от стыка областей не могли бы формироваться горизонтальные участки зон — и ситуация трансформировалась бы в похожую на ту, которая изображена для МДМ-системы.
Все представленные диаграммы построены схематично. Дополнительной особенностью является то, что увеличение концентрации примесей всегда приводит к сужению областей изгиба и одновременному повышению величины поля на стыках.

## Отличие от структуры зон
Иногда возникает понятийная путаница между зонной диаграммой и зонной структурой, тем более что постоянно встречаются вполне корректные выражения типа «зонная диаграмма такой-то структуры».
Различие в том, что если на зонной диаграмме по горизонтали откладывается координата, то при представлении зонной структуры аргументом выступает волновой вектор электрона {\displaystyle {\vec {k}}}, вернее, какая-то его компонента, скажем {\displaystyle k_{x}}. Назначение изображений структуры зон (см. пример) в том, чтобы показать, применительно к конкретному веществу, как связана энергия электрона {\displaystyle E} с его волновым вектором {\displaystyle {\vec {k}}} в диапазонах энергии, лежащих выше {\displaystyle E_{c}} или ниже {\displaystyle E_{v}}. При работе же с зонными диаграммами можно лишь понять, что эти диапазоны являются вообще «разрешёнными» — без детализации.